# Фромм-Михаэльс, Ильзе
Ильзе Фромм-Михаэльс (нем. Ilse Fromm-Michaels, урождённая Баух, нем. Bauch; 30 декабря 1888, Гамбург — 22 января 1986, Детмольд) — немецкая пианистка и композитор. Мать кларнетиста Йоста Михаэльса.

## Биография
Училась в консерватории Штерна у Джеймса Кваста (фортепиано) и Ханса Пфицнера (композиция), затем совершенствовалась в Кёльнской консерватории у Карла Фридберга и Фрица Штайнбаха. Получила одобрительный отзыв Макса Регера на исполнение его Вариаций на тему Баха, исполняла Третий концерт Рахманинова с Артуром Никишем (приглашение последовало после того, как Никиш услышал собственную фортепианную сонату Фромм-Михаэльс в исполнении автора), была дружна с Эрвином Шульхофом и стала первой исполнительницей нескольких его ранних пьес. Затем жила и работала в Гамбурге, где в 1934 году с успехом состоялась премьера её оратории «Страсти Марии» (op. 18). Однако вскоре музыка Фромм-Михаэльс была запрещена к исполнению в связи с еврейским происхождением её мужа, юриста Вальтера Михаэльса. Наиболее важные сочинения Фромм-Михаэльс — Симфония (op. 19, 1938) и Musica larga для кларнета и струнных (1944) — были впервые исполнены лишь после окончания Второй мировой войны. В 1949 или 1950 году Фромм-Михаэльс перестала сочинять музыку, но ещё некоторое время преподавала в Гамбургской Высшей школе музыки.
В 1961 году симфония Фромм-Михаэльс была удостоена первой премии на международном конкурсе женщин-композиторов в Мангейме. В 1964 году правительство Гамбурга наградило её Брамсовской медалью.
Фортепианные произведения Фромм-Михаэльс записаны в 1999 году пианисткой Бабеттой Дорн, посвятившей также несколько статей её жизни и творчеству.